# Uniwersytet Sztuk w Tiranie
Uniwersytet Sztuk w Tiranie (alb. Universiteti e Arteve) – albańska uczelnia państwowa, założona w 1966 roku. Jest najważniejszą uczelnią artystyczną Albanii.

## Historia
Uczelnia działała początkowo jako Wyższy Instytut Sztuk (Instituti i Lartë i Arteve), powstały na bazie trzech instytucji: Państwowego Konserwatorium w Tiranie, Wyższej Szkoły Sztuk Pięknych i Wyższej Szkoły Aktorskiej Aleksander Moisiu. W 1991 Wyższy Instytut Sztuk został przemianowany na Akademię Sztuk (Akademia e Arteve) i zyskał status uniwersytecki. 23 marca 2011, na mocy rozporządzenia Rady Ministrów Albanii nr. 234, dokonano po raz kolejny przemianowania, a uczelnia przyjęła nazwę Uniwersytetu Sztuk (Universiteti i Arteve). Pod nową nazwą rozpoczęła rok akademicki 2011/2012.
Uniwersytet jest w pełni autonomiczny i finansowany z budżetu państwa. Posiada własną salę koncertową, scenę teatralną, salę ekspozycyjną im. Çeska Zadei i galerię sztuki. W ramach uniwersytetu działa biblioteka założona w 1966, która jest największą biblioteką artystyczną w Albanii. W 2008 ukończono budowę amfiteatru na 500 miejsc. Wszystkie trzy wydziały uczelni mają uprawnienia do nadawania stopni naukowych:
- Wydział Muzyki (Fakulteti i Muzikës)
- Wydział Sztuk Wizualnych (Fakulteti i Arteve të Bukura)
- Wydział Sztuk Dramatycznych (Fakulteti i Artit Skenik)

## Poczet rektorów uczelni (dyrektorów)[2]
- 1966–1969: Vilson Kilica
- 1969–1973: Tefik Çaushi(inne języki)
- 1973–1978: Lili Zhamo
- 1978–1981: Ibrahim Madhi(inne języki)
- 1981–1988: Kristo Jorgji
- 1988–1991: Jakup Mato
- 1991–1992: Fatmir Hysi(inne języki)
- 1992–1995: Bujar Kapexhiu
- 1995–1997: Gjergj Zheji
- 1997–2008: Kastriot Çaushi
- 2008–2016: Petrit Malaj
- od 2016: Kastriot Çaushi